# Cultura delle tombe a fossa
La cultura delle tombe a fossa (in tedesco FossaKultur, coniato da G. Säflund) fu una cultura protostorica diffusasi nell'Italia meridionale tirrenica e parte di quella centrale durante l'età del ferro, nella prima metà del I millennio a.C., in particolare nelle attuali regioni di Lazio, Campania, Calabria e Sicilia orientale. Succedette alla cultura appenninica e protovillanoviana. 

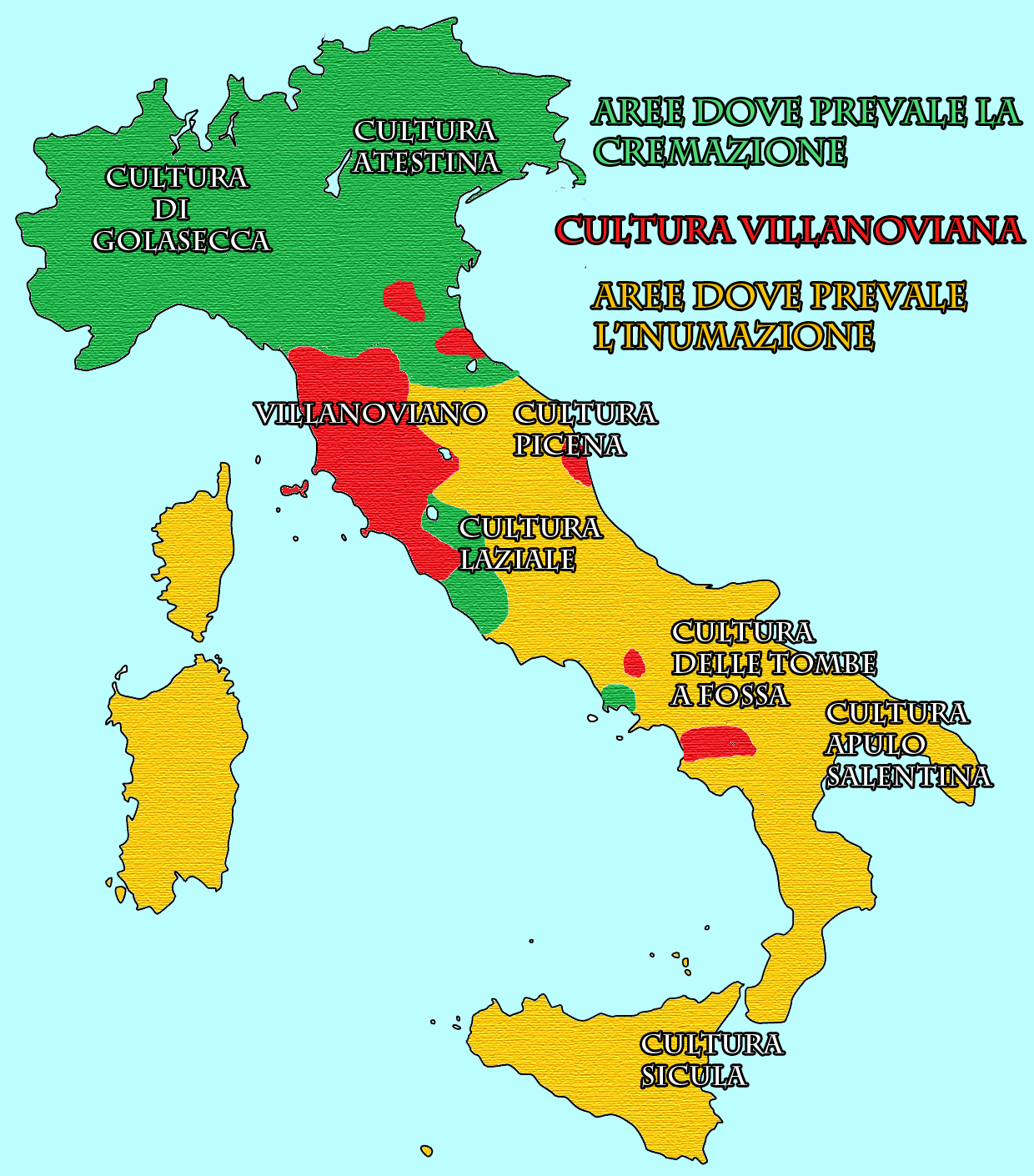
Le culture protostoriche dell'età del ferro.
Verde: aree dove si praticava l'incinerazione/cremazione.
Rosso: area villanoviana dove si praticava l'incinerazione/cremazione.
Giallo: area dove si praticava l'inumazione.

## Cultura materiale
La ceramica tipica di questa cultura era caratterizzata da una superficie mossa da decorazioni plastiche quali cordoni, solcature, bugne. Diffuse erano le fibule ad arco semplice o serpeggiante con disco a spirale, i vasi biconici con funzioni non cinerarie, le ciotole con ansa bifora o a cornetti. 

## Usanze funerarie
La caratteristica principale di questo orizzonte culturale era l'inumazione del defunto in posizione supina entro una fossa scavata nel terreno. La pratica dell'inumazione era particolarmente diffusa nella parte meridionale occupata da questa cultura, mentre nel Lazio coesisteva con la cremazione.